# Bellikindi, Badami
Bellikindi là một làng thuộc tehsil Badami, huyện Bagalkot, bang Karnataka, Ấn Độ.